# غم (ون گوگ)
غم نام اثری معروف از ونسان ون گوگ است که در سال ۱۸۸۲ کشیده شد.
این اثر دو سال بعد از آنکه ون گوگ تصمیم گرفت هنرمند شود، کشیده شد و یک زن ۳۲ ساله باردار را تصویر می‌کند. نام زن کلاسینا ماریا هورنیک است که با نام سیِن (به هلندی: Sien) شناخته می‌شود. این طراحی یکی از کارهای ون گوگ است که در آن سین به عنوان مدل کشیده شده‌است. مجموعه همه این کارها به سری سین معروف است.